# Heteromirafra
Heteromirafra är ett fågelsläkte i familjen lärkor inom ordningen tättingar. Släktet omfattar endast två arter som förekommer mycket lokalt i Afrika söder om Sahara, dels i södra Etiopien och nordvästra Somalia, dels i östra Sydafrika:
- Libenlärka (H. archeri)
- Drakensberglärka (H. ruddi)

Tidigare urskildes även arten sidamolärka (H. sidamoensis), men denna anses nu vara synonym med libenlärka.